# Outubro (canção)
"Outubro" é uma canção da cantora brasileira Daniela Araújo e do músico DJ PV. A faixa foi lançada em novembro de 2015 como o oitavo single do álbum Doze, trabalho de Daniela Araújo lançado em janeiro de 2017.[carece de fontes?]
A canção fez parte do projeto 'Eu Componho com Daniela Araújo', em que Daniela escreveu músicas a cada mês de 2015 conforme temas sugeridos pelos fãs e internautas. Em outubro, o público sugeriu a eternidade como tema para Daniela. Toda a faixa foi escrita e arranjada com a parceria entre Daniela Araújo, DJ PV, Dani Aguiar e Estêvão Lino. Além da gravação, a mixagem e masterização da canção foi diferente em comparação às demais faixas do álbum.
"Outubro" foi regravada em espanhol, intitulada "Por La Eternidade", para Me Llevas Más Alto, terceiro disco da carreira de DJ PV, com vocais de Daniela.[carece de fontes?]

## Faixas
1. "Outubro" - 3:23

## Ficha técnica
Lista-se abaixo os profissionais envolvidos na produção de "Outubro", de acordo com o encarte do disco.
- Daniela Araújo – vocais, composição, produção musical, arranjo
- DJ PV – composição, arranjo, programações
- Dani Aguiar - composição, arranjo
- Jorginho Araújo - produção musical e teclados
- Estêvão Lino – arranjo e programações
- Paulo Jeveaux – mixagem e masterização